# John Abercrombie / Marc Johnson / Peter Erskine
John Abercrombie/Marc Johnson/Peter Erskine is een livealbum van het genoemde trio. Het is opgenomen in The Nightstage in Boston. Het mixen gebeurde in de Rainbow Studio in Oslo onder leiding van Jan Erik Kongshaug. De nummers van derden die gespeeld werden zijn volgens Steve Lake, de schrijver van het voorwaard, allemaal te linken aan Bill Evans. Evans was een voorbeeld voor Abercrombie en ooit de “baas” van Marc Johnson. 
Het geheel was verpakt in een ontwerp van Barbara Wojirsch.

## Musici
- John Abercrombie – gitaar, gitaarsynthesizer
- Marc Johnson – basgitaar, contrabas
- Peter Erskine – slagwerk

## Muziek
| Nr. | Titel                                                                          | Duur |
| --- | ------------------------------------------------------------------------------ | ---- |
| 1.  | Furs on ice (Johnson)                                                          | 7:28 |
| 2.  | Stella by starlight (New Washington, Victor Young)                             | 7:34 |
| 3.  | Alice in Wonderland (Sammy Fain, Bob Hilliard)                                 | 7:22 |
| 4.  | Beautiful Love (Haven Gillespie, Wayne King, Egbert Van Alstyne, Victor Young) | 7:52 |
| 5.  | Innerplay (Abercrombie, Johnson, Erskine)                                      | 5:35 |
| 6.  | Light beam (Abercrombie)                                                       | 3:08 |
| 7.  | Drum solo (Erskine)                                                            | 3:00 |
| 8.  | Four on one (Abercrombie)                                                      | 6:03 |
| 9.  | Samurai Hee-Haw (Johnson)                                                      | 8:22 |
| 10. | Haunted heart (Howard Dietz, Arthur Schwartz)                                  | 5:27 |